# PresseFoto Hessen-Thüringen
PresseFoto Hessen-Thüringen war ein Preis, den jährlich von 2007 bis 2022 die Landesverbände Hessen und Thüringen im Deutschen Journalisten-Verband (DJV) für die besten Pressefotografien von Journalisten aus den beiden Bundesländern ausloben. Die von einer Fachjury in verschiedenen Kategorien prämierten Fotos werden jeweils im Rahmen einer Wanderausstellung an verschiedenen Standorten in Hessen und Thüringen, aber auch in den Landesvertretungen in Berlin gezeigt. Seit 2020 werden die Fotos als Außenprojektion des Thüringer Landtags präsentiert. Der Preis war mit insgesamt 5.500 Euro dotiert. Die Schirmherrschaft übernahmen gemeinsam die Landtagspräsidenten von Hessen und Thüringen.
Das Hauptziel bestand darin, die Arbeit professioneller Pressefotografen zu unterstützen.
Anfang 2023 verkündete der DJV Landesverband Thüringen, aus wirtschaftlichen und personellen Gründen aus dem Wettbewerb auszusteigen. Seitdem veranstaltet der DJV Landesverband Hessen den Wettbewerb alleine unter dem Titel „Pressefoto Hessen“.

## Wettbewerb
Beim jährlich durchgeführten Foto-Wettbewerb wurde das „Foto des Jahres“ gewählt. Neben der Wahl zum Foto des Jahres wurden Preise in den folgenden Kategorien vergeben:
- Beste Serie
- jahresbezogenes Sonderthema (zum Beispiel 2021 „Endlich! – Neustart Kultur“, 2020 „Freier Journalismus“, 2018 „Kulturfoto in der Region Frankfurt RheinMain“, 2017 „Aufbruch“, 2016 „Meine Fotos des Jahrzehnts“, 2015 „Veränderungen“, 2014 „Familie und Beruf“, 2013 „Genießen in Hessen und Thüringen“, 2012 „Aktiv Altern“, 2011 „Das Frauenbild von heute“, 2010 „175 Jahre Bahn – vom Adler zum ICE“, 2009 „20 Jahre wiedervereinigt“, 2008 „Jugend“, 2007 „Die heilige Elisabeth von Thüringen“)
- Menschen & Momente (bis 2009 Land & Leute)
- Sport & Freizeit (bis 2009 Sport)
- Umwelt & Natur (bis 2009 Umwelt & Technik)
- Technik & Verkehr (bis 2009 Umwelt & Technik)
- Kultur & Gesellschaft (bis 2009 Kultur)

In jeder Kategorie wurde jeweils ein Preis vergeben. Zudem konnten besondere Beiträge, die bei der Preisvergabe nicht berücksichtigt wurden, eine „Anerkennung“, also eine ehrenvolle und besondere Erwähnung, erhalten. In der Anfangsphase des Journalistenpreises waren dies die Plätze zwei und drei (bis 2009).

## Liste der Preisträger

### Preisträger 2007
| Kategorie                                                  | Fotograf           | Ort               | Medium                | Bildtitel                                                   | Motiv |
| ---------------------------------------------------------- | ------------------ | ----------------- | --------------------- | ----------------------------------------------------------- | --- |
| Foto des Jahres                                            | Frank Rumpenhorst  | Frankfurt am Main | Freier Fotojournalist | Trockenheit Wetterau                                        | Die Aufnahme zeigt einen Mann von hinten, der über ausgetrocknete Wege geht. |
| Beste Serie                                                | Michael Reichel    | Ilmenau           | Freier Fotojournalist | Kyrills Kraft                                               | Die Serie zeigt einen LKW mit Anhänger auf einer Autobahnbrücke, während der Sturm Kyrill tobt. Der Anhänger wird vom Wind erfasst und stürzt um, so dass Feuerwehr und Polizei zur Bergung kommen müssen. |
| Sonderthema „Die heilige Elisabeth von Thüringen“          | Jens-Ulrich Koch   | Erfurt            |                       | Wallfahrt                                                   | Blick durch ein Muster in einer Mauer auf eine Wallfahrt. |
| Land & Leute                                               | Alfred Harder      | Weiterstadt       |                       | Sammler                                                     | Ein Mann und sein Hund stehen vor einem Scheunentor, da neben sieht man eine Sammlung von mehreren alten Fahrzeugen.                                                                                       |
| Sport                                                      | André Bethke       | Weilburg          |                       | Mein Ball!!                                                 | Ein Torwart liegt im Matsch vor seinem Tor und hält einen Ball fest, ein Mitspieler will ihn diesen abnehmen.                                                                                              |
| Umwelt & Technik                                           | Alexander Volkmann | Erfurt            |                       | Wale                                                        | Die Aufnahme zeigt drei Männer im Gegenlicht auf einem mit Folien bedeckten Acker und heben eine Folie hoch. Die wirkt wie ein Wal.                                                                        |
| Kultur                                                     | Michael Reichel    | Ilmenau           | Freier Fotojournalist | Aktmeister                                                  | Ein Mann steht zwischen zwei schwarzweiß Aktaufnahmen von Frauen und blick in die Kamera. |
| 2. Platz Beste Serie                                       | Sascha Fromm       | Riechheim         | Thüringer Allgemeine  | Radsturz                                                    | Bei einem Radrennen stürzt eine Gruppe von Radfahrer. |
| 3. Platz Beste Serie                                       | Frank Rumpenhorst  | Frankfurt am Main | Freier Bildjournalist | Werksbesetzung Nordhausen                                   | Die Serie zeigt die Besetzung eines Werkes. |
| 2. Platz Sonderthema „Die heilige Elisabeth von Thüringen“ | Michael Reichel    | Ilmenau           |                       | Untersuchung der Heiligen                                   | Eine Restauratorin bei der Untersuchung eines Gemälde. |
| 3. Platz Sonderthema „Die heilige Elisabeth von Thüringen“ | Thorsten Richter   | Marburg           |                       | 100 Dillinger Wallfahrtsnonnen                              | Nonen von hinten fotografiert sitzen in einer Kirche beim Gottesdienst. |
| 2. Platz Land & Leute                                      | Boris Roessler     | Frankfurt am Main | dpa                   | Über Frankfurts Dächern                                     | Ein Fensterputz hoch oben an einem Frankfurter Hochhaus bei der Arbeit. |
| 3. Platz Land & Leute                                      | Dieter Nobble      | Weilburg          |                       | Hochzeit                                                    | Ein Passant geht an einer Hochzeitsgesellschaft vorbei, die sich für ein Gruppenbild aufgestellt hat. |
| 2. Platz Sport                                             | Jens Meyer         | Erfurt            |                       | Start vom Team Kanada beim Eisschnelllauf Weltcup in Erfurt | Drei Sportler bei Eisschnelllauf hintereinander. |
| 3. Platz Sport                                             | Sascha Fromm       | Riechheim         | Thüringer Allgemeine  | Alles im Griff                                              | Die Aufnahme zeigt Sportler, die sich festhalten. |
| 2. Platz Umwelt & Technik                                  | Andrea Schicker    | Wörlitz           |                       | A73 Haseltalbrücke Suhl                                     | Die Hochformataufnahme zeigt ein Fachwerkhaus und den vorbeifahrenden Verkehr unterhalb der Autobahnbrücke.                                                                                                |
| 3. Platz Umwelt & Technik                                  | Inge Herzog        | Ilmenau           |                       | Die durchs Feuer gehen                                      | Eine Person in einem Hitzeschutzanzug geht durch einen Stapel, der in Flammen steht. |
| 2. Platz Kultur                                            | Dieter Schwerdtle  | Kassel            | Freier Fotojournalist | Alte Meister                                                | Besucher eines Museum fotografieren die Gemälde ab. |
| 3. Platz Kultur                                            | Boris Roessler     | Frankfurt am Main | dpa                   | Reisterrassen                                               | Während der documenta11 in Kassel wird als Kunstprojekt vor dem Schloss Wilhelmshöhe eine Reisplantage angelegt.                                                                                           |

### Preisträger 2008
| Kategorie                     | Fotograf          | Ort                     | Medium                | Bildtitel                                        | Motiv |
| ----------------------------- | ----------------- | ----------------------- | --------------------- | ------------------------------------------------ | --- |
| Foto des Jahres               | Arne Dedert       | Frankfurt am Main       | dpa                   | Politik in Hessen                                | SPD-Spitzenkandidatin Andrea Ypsilanti beim Telefonieren während einer Konferenzpause.                      |
| Beste Serie                   | Bodo Schackow     | Gera                    |                       | Im Altenheim                                     | Die Serie zeigt Menschen und Angehörigen in ihrem Alltag im Altenheim.                                      |
| Sonderthema „Jugend“          | Marco Kneise      | Erfurt                  | Thüringer Allgemeine  | Tanzkultur                                       | Die Schwarzweiß-Aufnahme zeigt einen jungen Mann beim Tanzen auf einem Festival.                            |
| Land & Leute                  | Maik Schuck       | Weimar                  |                       | Ich bin selbst Nichtraucher                      | Ein Mann schüttet sich einen Trink ein während vor ihm einer raucht.                                        |
| Sport                         | Alfred Harder     | Weiterstadt             |                       | Experten                                         | Vier ältere Männer sitzen auf einer Trainerbank, ein fünfter zeigt ihnen was auf dem Spielfeld.             |
| Umwelt & Technik              | Michael Reichel   | Ilmenau                 |                       | Erwacht!                                         | Eine Stadt mit dem dahinterliegenden Wald und Bergen im Morgenlicht und Morgennebel.                        |
| Kultur                        | Uwe Zucchi        | Kassel                  | dpa                   | Kasseler Rabbi öffnet Thoraschrein               | Der Kasseler Rabbi öffnet den Thoraschrein in der Synagoge Kassel.                                          |
| 2. Platz Beste Serie          | Wolfgang Hörnlein | Reichelsheim (Odenwald) | Freier Fotojournalist | Hessischer Landtag – Der Letzte macht die Tür zu | Ministerpräsident Roland Koch verschließt eine Tür.                                                         |
| 3. Platz Beste Serie          | Michael Reichel   | Ilmenau                 |                       | Schulverweigerer                                 | Familie Dubek unterrichtet ihre sieben Kinder selber.                                                       |
| 2. Platz Sonderthema „Jugend“ | Wolfgang Hörnlein | Reichelsheim (Odenwald) | Freier Fotojournalist | Blick auf die Kanzlerin                          | Kinder stehen hinter einem Zaun und beobachten die Bundeskanzlerin Angela Merkel.                           |
| 3. Platz Sonderthema „Jugend“ | Jens Paul Taubert | Altenburg               | Freier Fotojournalist | Vertrauen                                        | Ein Neugeborenes hält die Hand eines Erwachsenen.                                                           |
| 2. Platz Land & Leute         | Daniel Pilar      | Hannover                |                       | Einmarsch der Kleriker                           | Im Gegenlicht ziehen Kleriker in die Kirche ein.                                                            |
| 3. Platz Land & Leute         | Ralf Ehrlich      | Ilmenau                 |                       | Beste Sicht                                      | Ein Dirigent steht auf einem Biertisch zwischen dem Publikum und leitet sein Orchester.                     |
| 2. Platz Sport                | Thorsten Richter  | Marburg                 | Oberhessische Presse  | Der Anker                                        | Beim Rugby hält ein Spieler die Hosen zweier Mitspieler fest.                                               |
| 3. Platz Sport                | Dieter Urban      | Jena                    |                       | Herbstritt                                       | Eine Reiterin springt mit ihrem Pferd in herbstlicher Landschaft über ein Hindernis.                        |
| 2. Platz Umwelt & Technik     | Thorsten Richter  | Marburg                 | Oberhessische Presse  | Klick-klick-klick                                | Besucher einer Messe fotografieren die Neuvorstellung einer Kamera, die in einer Ausstellungsvitrine steht. |
| 3. Platz Umwelt & Technik     | Marco Kneise      | Erfurt                  | Thüringer Allgemeine  | Schweißarbeit                                    | Ein Schweißer bei der Arbeit.                                                                               |
| 2. Platz Kultur               | Jens Meyer        | Erfurt                  | Freier Fotojournalist | Wer ist das?                                     | Zwei Männer schauen sich eine Statur in einem Museum an.                                                    |
| 3. Platz Kultur               | Dieter Schwerdtle | Kassel                  | Freier Fotojournalist | P.W. (Walther)                                   | Ein Mann hängt eine Fotografie von einer Frau auf, die in ihrer rechten Hand eine Pistole hält.             |

### Preisträger 2009
| Kategorie                                       | Fotograf           | Ort                     | Medium                | Bildtitel               | Motiv |
| ----------------------------------------------- | ------------------ | ----------------------- | --------------------- | ----------------------- | --- |
| Foto des Jahres                                 | Jens Meyer         | Erfurt                  |                       | Dieter Althaus          | Dieter Althaus beim sortieren von Unterlagen, hinter ihm ein schwarzweiss Porträt von Konrad Adenauer.                           |
| Beste Serie                                     | Margit Bach        | Weinbach                |                       | Kinderklinik Dr. Lustig | Clowns in der Kinderklinik beim unterhalten von Kinder.                                                                          |
| Sonderthema „20 Jahre wiedervereinigt“          | Frank Rumpenhorst  | Frankfurt am Main       | Freier Bildjournalist | Kinder an der Grenze    | Ein Junge läuft durch eine Öffnung der Grenzmauer zwischen der DDR und Deutschland.                                              |
| Land & Leute                                    | Jens Meyer         | Erfurt                  |                       | Ursulinen               | Ursulinen Nonnen in Erfurt. |
| Sport                                           | Sascha Fromm       | Riechheim               | Thüringer Allgemeine  | Rennsteiglauf           | Viele Sportler stehen zusammen, bilden mit ihren Trikots ein Farbenmeer und haben die Hände oben.                                |
| Umwelt & Technik                                | Michael Reichel    | Ilmenau                 |                       | Die Luft brennt         | Ein Mann mit Maske steht vor einer gruppe Demonstranten an eine Werk.                                                            |
| Kultur                                          | Dennis Schmidt     | Korbach                 |                       | Big Brother             | Ein Mann liegt vor einer Mauer, auf der viele Gesichter gemalt ist. Es wirkt so, als schauen diese den Mann beim schlafen zu.    |
| 2. Platz Beste Serie                            | Jens-Ulrich Koch   | Erfurt                  |                       | Supermarkt auf Rädern   | Ein mobiler Supermarkt beim Verkauf auf dem Land.                                                                                |
| 3. Platz Beste Serie                            | Wolfgang Hörnlein  | Reichelsheim (Odenwald) | Freier Fotojournalist | Ein Schweineleben       | Reportage über das Leben eines Schweins: Vom Schweinche, das an der Mutter Zitzen saugt, über die Fütterung bis zum Schlachthof. |
| 2. Platz Sonderthema „20 Jahre wiedervereinigt“ | Uwe Zucchi         | Kassel                  | dpa                   | Schwarz-rot-gold        | Ein Loch in einem Blech, dahinter die Farben der deutschen Flagge.                                                               |
| 3. Platz Sonderthema „20 Jahre wiedervereinigt“ | Andrea Schicker    | Wörlitz                 |                       | Die Stasi wird besetzt  | Schwarzweiß-Aufnahme von einer Menschenmenge vor einem Sitz der Stasi.                                                           |
| 2. Platz Land & Leute                           | Maik Schuck        | Weimar                  |                       | Erster Schultag         | Schulkinder stürmen in die Schule.                                                                                               |
| 3. Platz Land & Leute                           | Candy Welz         | Weimar                  | Freier Fotojournalist | Theorie & Praxis        | Politiker Jürgen Trittin (Die Grünen) bei einem Vortrag, während hinter ihm eine Frau nach Flaschen in einem Mülleimer sucht.    |
| 2. Platz Sport                                  | Jan Hübner         | Rödermark               |                       | Fingerzeig              | Ein Sportler zeigt mit dem Zeigefinger auf einen Jungen.                                                                         |
| 3. Platz Sport                                  | Bernd Seydel       | Gotha                   |                       | Knickkopf               | Schwarzweiß-Aufnahme eines Boxkampfes.                                                                                           |
| 2. Platz Umwelt & Technik                       | Christian Lademann | Wettenberg              |                       | Dunkle Macht voraus     | Ein Feuerwehrmann mit Atemschutz steht im Korb einer Drehleiter mit einem Strahlrohr, vor ihm eine graue-schwarze Dampfwolke.    |
| 3. Platz Umwelt & Technik                       | Boris Roessler     | Frankfurt am Main       | dpa                   | Abkühlung               | Pinguine im Wasser an einem heißen Tag.                                                                                          |
| 2. Platz Kultur                                 | Christoph Vogel    | Arnstadt                |                       | Spiegelung              | Eine Frau sitzt mit einem Cello am Swimmingpool beim spielen, im Wasser vor ihr ihr eigenes Spiegelbild.                         |
| 3. Platz Kultur                                 | Erich Gutberlet    | Großenlüder             |                       | Anklage                 | Vier Männer halten in einem Theaterstück einen dunkelhäutigen Schauspieler fest.                                                 |

### Preisträger 2010
| Kategorie                                                    | Fotograf            | Ort                     | Medium                | Bildtitel                              | Motiv |
| ------------------------------------------------------------ | ------------------- | ----------------------- | --------------------- | -------------------------------------- | --- |
| Foto des Jahres                                              | Patrick Sinkel      | Marburg                 |                       | PEACE                                  | Blick zwischen zwei Polizisten durch auf eine Gruppe Demonstranten, die eine „Peace“-Fahne halten.                  |
| Beste Serie                                                  | Christian Lademann  | Wettenberg              |                       | Kinderklinik Dr. Lustig                | Zwei Bartkäuze beim Tete-a-tete.                                                                                    |
| Sonderthema „175 Jahre Bahn – vom Adler zum ICE“             | Bernd Georg         | Offenbach am Main       |                       | Abschied                               | Ein Zugführer wartet darauf, dass ein Päarchen sich an der Zugtür eines ICE mit einem Kuss verabschiedet hat.       |
| Menschen & Momente                                           | Stefan Thomas       | Erfurt                  |                       | Hitze macht durstig                    | Ein Feuerwehrmann steht vor einem brennenden Gebäude und trinkt ais einer Flasche Mineralwasser.                    |
| Sport & Freizeit                                             | Carl-Heinz Zitzmann | Sonneberg               |                       | Viererbob                              | Drei Sportler stürzen mit einem Schlitten um.                                                                       |
| Umwelt & Natur                                               | Frank Rumpenhorst   | Frankfurt am Main       | Freier Bildjournalist | Auf dem Weg zum Meiler                 | Demonstranten in schwarzen Skelett-Kostümen spiegeln sich auf dem Weg zu Atommeiler Biblis im Wasser.               |
| Technik & Verkehr                                            | Marcus Janz         | Ilmenau                 |                       | Hopfen und Malz verloren               | Bierkisten und Bierflaschen liegen nach einem Unfall auf der Straße.                                                |
| Kultur & Gesellschaft                                        | Arne Dedert         | Frankfurt am Main       | dpa                   | Schlusspfiff                           | Viele Deutschland-Fahnen liegen nach einem Länderspiel auf einem Platz.                                             |
| Anerkennung Beste Serie                                      | Jens Meyer          | Erfurt                  |                       | Preisträger                            | Altkanzler Helmut Schmidt beim Point-Alpha-Preis.                                                                   |
| Anerkennung Beste Serie                                      | Maik Schuck         | Weimar                  |                       | Gefahrenübung                          | Ein Fotograf fotografiert eine Person in einem Chemieschutzanzug.                                                   |
| Anerkennung Sonderthema „175 Jahre Bahn – vom Adler zum ICE“ | Wolfgang Hörnlein   | Reichelsheim (Odenwald) | Freier Fotojournalist | ICE zwischen Frankfurt und Köln        | Ein ICE zwischen Frankfurt und Köln, im Hintergrund die Autobahn.                                                   |
| Anerkennung Sonderthema „175 Jahre Bahn – vom Adler zum ICE“ | Marco Kneise        | Sondershausen           | Thüringer Allgemeine  | Treffen der Generationen               | Ein Kind läuft an den riesigen Antriebsstangen einer Dampflok vorbei.                                               |
| Anerkennung Menschen & Momente                               | Alexander Volkmann  | Anrode/Lengefeld        |                       | Vor Gericht                            | Ein Senior steht vor einer Gruppe Bandidos-Rocker.                                                                  |
| Anerkennung Menschen & Momente                               | Michael Reichel     | Ilmenau                 |                       | Kraft schöpfen                         | Blick durch ein Fenster auf ein Krankenbett.                                                                        |
| Anerkennung Sport & Freizeit                                 | Markus Kämmerer     | Jena                    |                       | Kartenspiel                            | Ein Torwart diskutiert mit dem Schiedsrichter, während dieser nach seinen Karten greift.                            |
| Anerkennung Sport & Freizeit                                 | Maik Ehrlich        | Frankenhain (Geratal)   |                       | Ball-Beschwörer                        | Ein Junge konzentriert sich beim Tischtennis-Spiel auf den Ball.                                                    |
| Anerkennung Umwelt & Natur                                   | Eckhard Jüngel      | Worbis                  |                       | Wolkenbruch                            | Eine Frau rennt bei einem Wolkenbruch über eine Straße, von hinten kommt ein Auto mkt eingeschalteten Abblendlicht. |
| Anerkennung Umwelt & Natur                                   | Sascha Fromm        | Riechheim               | Thüringer Allgemeine  | Gegensätze                             | Zwei Störche stehen auf einem Hügel, im Hintergrund steigt der Qualm eines Schlotts auf.                            |
| Anerkennung Technik & Verkehr                                | Bernd Seydel        | Gotha                   |                       | Stern auf der Straße – 20 Jahre danach | Ein Trabbi fährt über eine zugeschneite Kreuzung, die freien Fahrspuren bilden einen Stern.                         |
| Anerkennung Technik & Verkehr                                | Markus Kämmerer     | Jena                    |                       | Hubschrauberabsturz                    | Ein Untersucht einen Hubschrauberabsturz.                                                                           |
| Anerkennung Kultur & Gesellschaft                            | Alfred Harder       | Weiterstadt             |                       | Jana übt                               | Ein Kleinkind sitzt an einem Klavier und übt.                                                                       |
| Anerkennung Kultur & Gesellschaft                            | Frank Rumpenhorst   | Frankfurt am Main       | Freier Bildjournalist | In der Kirchner-Ausstellung            | Eine Frau geht durch eine Doppeltür, auf die eine schwarzweiß Aufnahme einer Berglandschaft aufgezogen ist.         |

### Preisträger 2011
| Kategorie                                          | Fotograf              | Ort                     | Medium                | Bildtitel                                       | Motiv |
| -------------------------------------------------- | --------------------- | ----------------------- | --------------------- | ----------------------------------------------- | --- |
| Foto des Jahres                                    | Thomas Lohnes         | Pfungstadt              | Freier Journalist     | Fan-Tränen                                      | Ein Eintracht Frankfurt Fußball-Fan kniet im Stadion auf der Wiese und hält sich die Hände vor das Gesicht, im Hintergrund stehen uniformierte Polizisten und räumen die Spielfläche.                              |
| Beste Serie                                        | Marco Kneise          | Erfurt                  | Thüringer Allgemeine  | Gekenterter Nachwuchs GehtAbWieNix              | Die Bilder sind auf dem Alperstedter See bei Erfurt entstanden und zeigen Lukas Jahn, der mit seiner Jolle kenterte.                                                                                               |
| Sonderthema „Das Frauenbild von heute“             | Marco Kneise          | Erfurt                  | Thüringer Allgemeine  | Allgegenwärtig                                  | Thüringens Ministerpräsidentin Christine Lieberknecht ist auf einem Computer als Hintergrund-Bildschirmfoto zu sehen.                                                                                              |
| Menschen & Momente                                 | Bernd Georg           | Offenbach am Main       |                       | Multifunktional                                 | Ein Verkäufer steht telefonierend an einem Obststand auf einem Wochenmarkt und füttert gleichzeitig sein Baby. |
| Sport & Freizeit                                   | Sascha Fromm          | Riechheim               | Thüringer Allgemeine  | Foto-Finish                                     | Ein Fotograf sitzt in einer Schaufel eines Baggers, unter ihm reiten gerade vier Jockeys auf ihren Pferden ins Ziel.                                                                                               |
| Umwelt & Natur                                     | Alexander Volkmann    | Anrode/Lengefeld        |                       | Wintereinbruch                                  | Eine Person ist mit ihrem Auto in einer verschneiten Winterlandschaft liegen geblieben. |
| Technik & Verkehr                                  | Hans Dieter Erlenbach | Raunheim                |                       | Abgehoben                                       | Ein Mann steht telefonierend am Fenster, unter ihm ist der Flughafen zu sehen. |
| Kultur & Gesellschaft                              | Wolfgang Hörnlein     | Reichelsheim (Odenwald) | Freier Fotojournalist | Opferverein Glasbrechen/nächtliche Plakataktion | Schilder mit dem Aufdruck „Gegen Vergessen und Verdrängen stehen vor einer nebeligen Landschaft.“ |
| Anerkennung Beste Serie                            | Maik Schuck           | Weimar                  |                       | Heiligabend                                     | Heiligabend im Gefängnis. |
| Anerkennung Beste Serie                            | Sascha Fromm          | Riechheim               | Thüringer Allgemeine  | Kaninhop                                        | Kaninchen beim Springparcour. |
| Anerkennung Sonderthema „Das Frauenbild von heute“ | Mario Vedder          | Frankfurt am Main       | Bild                  | Ehrenappell                                     | Ein Frauenbein schaut zwischen lauter Männerbeinen hervor. |
| Anerkennung Sonderthema „Das Frauenbild von heute“ | Boris Roessler        | Frankfurt am Main       | dpa                   | Ein Leben für den Sport                         | Ein Frauenportrait einer Seniorin vor schwarzem Hintergrund, in der rechten Hand hält sie einen Handball. |
| Anerkennung Menschen & Momente                     | Sascha Fromm          | Riechheim               | Thüringer Allgemeine  | Überlebt                                        | Ein Mann mit Decke steht vor seinem abgebrannten LKW. |
| Anerkennung Menschen & Momente                     | Sascha Fromm          | Riechheim               | Thüringer Allgemeine  | Annäherung                                      | Ein evangelischer Pfarrer und der Papst stehen beieinander. |
| Anerkennung Sport & Freizeit                       | Sascha Fromm          | Riechheim               | Thüringer Allgemeine  | Emotionen                                       | Zwei Fußballspieler im Vordergrund unscharf, einer davon kniet und hält sich die Hände über den Kopf, im Hintergrund scharf die Fans und Anhänger, die sich ebenfalls die Hände an den Kopf halten.                |
| Anerkennung Sport & Freizeit                       | Sascha Fromm          | Riechheim               | Thüringer Allgemeine  | Staffelläufer                                   | Biathlon-Sportler als Silhouette im Abendlicht unter einem Torbogen. |
| Anerkennung Umwelt & Natur                         | Bernd Georg           | Offenbach am Main       |                       | Ruheplatz                                       | Bäume liegen nach einem Sturm quer über der Straße. Auf dem vorderen hat wer Stühle gestapelt, im Hintergrund schiebt ein Radfahrer sein Fahrrad.                                                                  |
| Anerkennung Umwelt & Natur                         | Candy Welz            | Weimar                  |                       | Am Wasser gebaut                                | Ein Haus spiegelt sich unscharf im Wasser, in das ein Hund läuft. Schwarzweiß Aufnahme. |
| Anerkennung Technik & Verkehr                      | Arne Dedert           | Frankfurt am Main       | dpa                   | Tanz ums Auto                                   | Ein LKW hängt nachts über den Abgrund einer Brücke, im Gegenlicht der Scheinwerfer erkennt man den Regen, ein Mitarbeiter des Abschleppunternehmen hangelt sich am Geländer entlang zu dem verunglückten Fahrzeug. |
| Anerkennung Technik & Verkehr                      | Eckhard Jüngel        | Worbis                  |                       | Am Abgrund                                      | Ein Untersucht einen Hubschrauberabsturz. |
| Anerkennung Kultur & Gesellschaft                  | Maik Ehrlich          | Frankenhain (Geratal)   |                       | Bitte lächeln!                                  | Frauen stehen mit ihrem männlichen Idol beisammen und fotografieren ein Selfi. |
| Anerkennung Kultur & Gesellschaft                  | Michael Reichel       | Ilmenau                 |                       | Kirchenoper                                     | Eine Aufführung in der Kirche. |

### Preisträger 2012
| Kategorie                               | Fotograf              | Ort               | Medium                                | Bildtitel                                 | Motiv |
| --------------------------------------- | --------------------- | ----------------- | ------------------------------------- | ----------------------------------------- | --- |
| Foto des Jahres                         | Jens Meyer            | Erfurt            |                                       | Im Rausch der Tiefe                       | Bundeskanzlerin Angela Merkel steht vor einem großen Aquarium. |
| Beste Serie                             | Alexander Hassenstein | Erding            |                                       | Das lange Warten oder Ende gut, alles gut | Reportage über Kugelstoßen |
| Sonderthema: „Aktiv Altern“             | Frank Rumpenhorst     | Frankfurt am Main | Freier Bildjournalist                 | Glück ist jetzt                           | Eine Gruppe ältere Menschen stehen unter einem Schild mit dem Aufdruck „Glück ist jetzt“.                                                                                   |
| Menschen & Momente                      | Arne Dedert           | Frankfurt am Main | dpa                                   | Guten Appetit                             | Boris Rhein und Frankfurts Oberbürgermeisterin Petra Roth mit Kochschürzen, Rhein verzieht das Gesicht während Roth was isst.                                               |
| Sport & Freizeit                        | Axel Häsler           | Langenselbold     | Freier Fotograf                       | Nudistenschach                            | Luftaufnahme von einem Floss im Wasser, auf dem Menschen liegen und sich sonnen, die Holzbretter des Flosses wirken wie ein Schachfeld.                                     |
| Umwelt & Natur                          | Malte Glotz           | Erfurt            | Hessische/Niedersächsische Allgemeine | Begegnung auf dem Sportplatz              | Nebelaufnahme eines Sportplatzes. |
| Technik & Verkehr                       | Cornelia Georg        | Offenbach am Main |                                       | Feuerwerk                                 | Funkenflug in einer Gießerei während ein Mann daran arbeitet. |
| Kultur & Gesellschaft                   | Arne Dedert           | Frankfurt am Main | dpa                                   | Time Drifts                               | Zwei Personen stehen in einer nebligen Kunstinstallation. |
| Anerkennung Beste Serie                 | Boris Roessler        | Frankfurt am Main | dpa                                   | Storchentage                              | Storche beim Netzbau und Großziehen des Nachwuchs. |
| Anerkennung Beste Serie                 | Alfred Harder         | Weiterstadt       |                                       | Aussprache                                | Ein Fußballer diskutiert mit dem Schiedsrichter. |
| Anerkennung Sonderthema: „Aktiv Altern“ | Sascha Fromm          | Riechheim         | Thüringer Allgemeine                  | Geschafft                                 | Ein Senior kniet nach einem Marathon im Ziel, das Publikum applaudiert. |
| Anerkennung Sonderthema: „Aktiv Altern“ | Jens-Ulrich Koch      | Erfurt            |                                       | Kommunikationsexpertin                    | Drei Seniorinnen, eine davon fotografiert mit dem Smartphone. |
| Anerkennung Menschen & Momente          | Boris Roessler        | Frankfurt am Main | dpa                                   | Gestochen scharf                          | Ein Mann mit roten Lederoberteil und schwarzen Minirock und Tätowierungen in Form einer Strumpfhose zieht sich rote High Heels an, zwei Frauen in der Garderobe schauen zu. |
| Anerkennung Menschen & Momente          | Ilona Surrey          | Laubach           |                                       | Dialog                                    | Ein Mann liegt auf dem Boden betend, im Hintergrund sieht man Menschen an Tischen sitzen.                                                                                   |
| Anerkennung Sport & Freizeit            | Bastian Frank         | Dietzhausen       |                                       | Nieder-Lage                               | Ein kleiner Junge tröstet einen am Boden liegenden Sportler. |
| Anerkennung Sport & Freizeit            | Thomas Lohnes         | Pfungstadt        | Freier Journalist                     | Eisklettern                               | Weitwinkelaufnahme von unten zeigt einen Sportler beim hochklettern eines zugefrorenen Wasserfalls.                                                                         |
| Anerkennung Umwelt & Natur              | Jens Meyer            | Erfurt            |                                       | Adam vom Feisastern                       | Eine Nacktkatze mit großen Augen und Ohr schaut in den Betrachter der Aufnahme an.                                                                                          |
| Anerkennung Umwelt & Natur              | Jens Meyer            | Erfurt            |                                       | Startplatz                                | Rastplatz von Zugvögeln im Morgenlicht, hinter dem See stehen Windräder am Horizont.                                                                                        |
| Anerkennung Technik & Verkehr           | Frank Rumpenhorst     | Frankfurt am Main | Freier Bildjournalist                 | Teststrecke                               | Ein Auto fährt über eine Teststrecke. |
| Anerkennung Technik & Verkehr           | Marco Kneise          | Erfurt            | Thüringer Allgemeine                  | Hochspannungsleitungsartist               | Ein Mann hängt bei Wartungsarbeiten in Hochspannungsleitungen, ein Windrad dahinter bildet ein Kontrast.                                                                    |
| Anerkennung Kultur & Gesellschaft       | Rolf Skrypzak         | Melsungen         | Freier Journalist                     | Trennungslinien                           | Schwarzweiß-Aufnahme von oben von einem Quartett beim musizieren auf der Straße, quer durch das Bild geht eine Diagonale Linie.                                             |
| Anerkennung Kultur & Gesellschaft       | Roland Obst           | Mühlhausen        |                                       | Warten auf den Einsatz                    | Ein Junge mit Trompete steht vor seinem Orchester und wartet auf seinen Einsatz zum musizieren.                                                                             |

### Preisträger 2013
| Kategorie                                                  | Fotograf              | Ort               | Medium                             | Bildtitel                                           | Motiv |
| ---------------------------------------------------------- | --------------------- | ----------------- | ---------------------------------- | --------------------------------------------------- | --- |
| Foto des Jahres                                            | Boris Roessler        | Frankfurt am Main | dpa                                | Seine Exzellenz geht                                | Der umstrittenen Bischof Franz-Peter Tebartz-van Elst in einem Augenblick, in dem er sich unbeobachtet fühlt.                                                                           |
| Beste Serie                                                | Sascha Fromm          | Riechheim         | Thüringer Allgemeine               | NSU-Prozess am Oberlandesgericht in München         | Schwarzweiß-Reportage über den NSU-Prozess. |
| Sonderthema: „Genießen in Hessen und Thüringen“            | Daniel Reinhardt      | Offenbach         |                                    | Sterne gucken auf dem Feldberg                      | Ein junges Paar betrachtet auf dem Großen Feldberg bei Frankfurt am Main den Sternenhimmel.                                                                                             |
| Menschen & Momente                                         | Marco Kneise          | Erfurt            | Thüringer Allgemeine               | Gregor und Karl                                     | Gregor Gysi hält eine Ansprache, neben ihn steht eine rote Karl-Marx-Statur. |
| Sport & Freizeit                                           | Jan Hübner            | Rödermark         |                                    | Shoeless                                            | Ein Fußballer verliert seinen Schuh, als er bei einem Zeitkampf stürzt. |
| Umwelt & Natur                                             | Jens Meyer            | Erfurt            |                                    | Schöne Natur(-gewalt)                               | Nach einem Hochwasser schauen vereinzelte Bäume aus dem Wasser. |
| Technik & Verkehr                                          | Eckhard Jüngel        | Worbis            |                                    | Abgeschleppt                                        | Nach einem Hochwasser wird eine Hilflose Person von einem abgesoffenen Auto mit dem Paddelboot gerettet..                                                                               |
| Kultur & Gesellschaft                                      | Bernd Seydel          | Gotha             |                                    | Feuerspiele                                         | Ein Feuerwerk in einer Parklandschaft. |
| Anerkennung Beste Serie                                    | Boris Roessler        | Frankfurt am Main | dpa                                | Rettet Herbert                                      | Reportage über eine Rehkitzrettung. |
| Anerkennung Beste Serie                                    | Alexander Hassenstein | Erding            |                                    | Der Morgen danach – oder vielen Dank für die Blumen | Schwarzweiß Reportage über Bundeskanzlerin Angela Merkel und Hessens Ministerpräsident Volker Bouffier.                                                                                 |
| Anerkennung Sonderthema „Genießen in Hessen und Thüringen“ | Marco Kneise          | Erfurt            | Thüringer Allgemeine               | Wurstprüfung                                        | Blick in drei Kammern von oben, wo Personen in weißen Kitteln Wurst prüfen. Die Szenerie spiegelt sich in einem Glas.                                                                   |
| Anerkennung Sonderthema „Genießen in Hessen und Thüringen“ | Cornelia Georg        | Offenbach am Main |                                    | Futterneid                                          | Auf einem Apfelwein-Pott sitzt ein schimpfender Vogel. |
| Anerkennung Menschen & Momente                             | Sascha Fromm          | Riechheim         | Thüringer Allgemeine               | Der Kampf um Walschleben                            | Menschen stehen in Reih und Glied und reichen sich Sandsäcke weiter im Kampf gegen das Hochwasser, im Wasser spiegelt sich die Aktion.                                                  |
| Anerkennung Menschen & Momente                             | Michael Schlutter     | Erfurt            |                                    | Begegnung                                           | Ein Mädchen steht im Zoo vor dem Aquarium und beobachtet einen Taucher bei der Arbeit.                                                                                                  |
| Anerkennung Sport & Freizeit                               | Thorsten Richter      | Marburg           | Oberhessische Presse               | Hitzefrei                                           | Ein Junge taucht in einem Schwimmbecken und bringt einen gelben Übungsring nach oben.                                                                                                   |
| Anerkennung Sport & Freizeit                               | Alexander Hassenstein | Erding            |                                    | Der lange Schatten der Eintracht                    | Zwei Fußballspieler, einer von der Eintracht Frankfurt, im Zweikampf, auf dem Rasen der lange Schatten der beiden Kontrahenten.                                                         |
| Anerkennung Sport & Freizeit                               | Sascha Fromm          | Riechheim         | Thüringer Allgemeine               | Thüringenrundfahrt                                  | Pferde stehen auf einer Wiese, im Hintergrund fahren viele Sportradfahrer vorbei. |
| Anerkennung Umwelt & Natur                                 | Michael Reichel       | Ilmenau           |                                    | Autobahn verschluckt                                | Eine Autobahnbrücke ist im morgendlichen Nebel verschluckt. |
| Anerkennung Umwelt & Natur                                 | Thorsten Richter      | Marburg           | Oberhessische Presse               | Don Quijote                                         | Ein Paragleiter beim landen vor vielen Windrädern. |
| Anerkennung Technik & Verkehr                              | Frank Rumpenhorst     | Frankfurt am Main | Freier Bildjournalist              | Glas und Beton                                      | Das Gebäude der Commerzbank in Frankfurt am Main mit vielen Hochhäusern darum aus Glas und Beton.                                                                                       |
| Anerkennung Technik & Verkehr                              | Karsten Socher        | Kassel            | Freier Fotograf und Bildjournalist | Flaschenzug                                         | Langzeitbelichtung eines Flaschenzuges auf einem Segelschiff, der Taue und Segel festhält. Das Wasser dahinter wirkt ruhig, ist verschwommen, die Landschaft scheint vorbei zu fliegen. |
| Anerkennung Kultur & Gesellschaft                          | Frank Rumpenhorst     | Frankfurt am Main | Freier Bildjournalist              | Kunst im Schatten                                   | Eine Frau mit grüner Jacke läuft über den Asphalt, ihr Schatten spielt mit dem Schatten von Kunstwerken.                                                                                |
| Anerkennung Kultur & Gesellschaft                          | Boris Roessler        | Frankfurt am Main | dpa                                | Warten auf den Einsatz                              | Viele Menschen stehen zwischen und auf runden hellen Kreisen und warten auf etwas. |

### Preisträger 2014
| Kategorie                                   | Fotograf               | Ort                     | Medium                | Bildtitel                                       | Motiv |
| ------------------------------------------- | ---------------------- | ----------------------- | --------------------- | ----------------------------------------------- | --- |
| Foto des Jahres                             | Marco Kneise           | Sondershausen           | Thüringer Allgemeine  | Abwarten                                        | Bodo Ramelow wartet auf seinen Auftritt in einer ZDF-Wahlsendung.                                                                                |
| Beste Serie                                 | Kai Oliver Pfaffenbach | Hanau                   | Reuters               | Deutschland wird Weltmeister                    | Reportage des Endspiel in der Weltmeisterschaft.                                                                                                 |
| Sonderthema: „Familie und Beruf“            | Malte Glotz            | Frankenberg (Eder)      |                       | An die Scholle gebunden                         | Ein Ackerfeld, im Hintergrund ist der Landwirt bei der Arbeit.                                                                                   |
| Menschen & Momente                          | Boris Roessler         | Frankfurt am Main       | dpa                   | Ein Selfie mit Mutti                            | Junge Menschen fertigen mit der wenig begeisterten Bundeskanzlerin Angela Merkel ein Selfi an.                                                   |
| Sport & Freizeit                            | Kai Oliver Pfaffenbach | Hanau                   | Reuters               | Kopfstand                                       | Ein Formular1 Fahrzeug überschlägt sich. |
| Umwelt & Natur                              | Thorsten Richter       | Marburg                 | Oberhessische Presse  | Im Paradies                                     | Zwei Feuerwehrmänner im Gegenlicht beim bekämpfen eines Waldbrandes.                                                                             |
| Technik & Verkehr                           | Eckhard Jüngel         | Worbis                  |                       | Anteilnahme                                     | Feuerwehrmänner legen eine Schweigeminute an ihrem Einsatz ein, neben ihnen ein Fahrzeug, dass bei einem Unfall gegen einen Baum gedrückt wurde. |
| Kultur & Gesellschaft                       | André Hirtz            | Darmstadt               |                       | Farben der Hoffnung                             | Ein Mädchen spielt mit Seifenblasen. |
| Anerkennung Beste Serie                     | Hans Dieter Erlenbach  | Raunheim                |                       | Ich will siegen                                 | Eine Frau in einem sportlichen Wettbewerb. |
| Anerkennung Beste Serie                     | Sascha Fromm           | Riechheim               | Thüringer Allgemeine  | Deutsche Leichtathletik-Seniorenmeisterschaften | Senioren bei der Deutschen Leichtathletik-Seniorenmeisterschaften.                                                                               |
| Anerkennung Sonderthema „Familie und Beruf“ | Nadine Weigel          | Rauschenberg            | Oberhessische Presse  | Im Abseits?                                     | Angela Dorn mit Baby steht abseit bei einer Diskiussion.                                                                                         |
| Anerkennung Sonderthema „Familie und Beruf“ | Frank Rumpenhorst      | Frankfurt am Main       | Freier Bildjournalist | Mit Papi auf dem Parteitag                      | Ein Mann mit seinem Baby sitzt auf einem Parteitag der Piraten.                                                                                  |
| Anerkennung Menschen & Momente              | Oliver Schepp          | Wettenberg              |                       | Alzheimer                                       | In der Hand eines Mannes hat dieser zur Erinnerung seinen Namen geschrieben.                                                                     |
| Anerkennung Menschen & Momente              | Wolfgang Hörnlein      | Reichelsheim (Odenwald) | Freier Fotojournalist | Übergriff – Der Vize greift ein                 | Tarek Al-Wazir hilft Volker Bouffier. |
| Anerkennung Sport & Freizeit                | Sascha Fromm           | Riechheim               | Thüringer Allgemeine  | Rhönrad-Kunst                                   | Eine Frau in einem Rhönrad. |
| Anerkennung Sport & Freizeit                | Eckhard Jüngel         | Worbis                  |                       | Der Siegerkuss                                  | Eine Frau küsst ein kleines Mädchen. |
| Anerkennung Umwelt & Natur                  | Michael Reichel        | Ilmenau                 |                       | Im Sturm erobert                                | Ein zerstörtes Ortseingangsschild am Morgen nach einem Sturm.                                                                                    |
| Anerkennung Umwelt & Natur                  | Marco Kneise           | Sondershausen           | Thüringer Allgemeine  | Nachtgespenst                                   | Ein Gewitter und Blitze toben über einem Wohnhaus.                                                                                               |
| Anerkennung Technik & Verkehr               | Maik Schuck            | Weimar                  |                       | Ufo                                             | Schatten von vier Personen fallen auf den Fuß eines Windrades.                                                                                   |
| Anerkennung Technik & Verkehr               | Michael Reichel        | Ilmenau                 |                       | Sonnenleitung                                   | Drei Arbeiter als Silluette arbeiten in der Höhe an Leitungen, im Hintergrund die Sonne hinter Wolken.                                           |
| Anerkennung Kultur & Gesellschaft           | Karina Heßland         | Erfurt                  |                       | Abschied                                        | Eine Frau und ein Mann stehen vor mehreren Fahnen.                                                                                               |
| Anerkennung Kultur & Gesellschaft           | Eckhard Jüngel         | Worbis                  |                       | Protest                                         | Jeweils in Gedanken vertieft und grübelnd stehen eine Demonstrantin und ein Polizist beieinander.                                                |

### Preisträger 2015
| Kategorie                                  | Fotograf               | Ort                | Medium                | Bildtitel                                                    | Motiv |
| ------------------------------------------ | ---------------------- | ------------------ | --------------------- | ------------------------------------------------------------ | --- |
| Foto des Jahres                            | André Hirtz            | Darmstadt          |                       | Morgen kommt ein neuer Himmel                                | Das Bild zeigt Flüchtlinge bei ihrer Ankunft in Darmstadt. Ein Mann hält seine Hand schützend über ein Kind.                                  |
| Beste Serie                                | Kai Oliver Pfaffenbach | Hanau              | Reuters               | Frankfurt im Ausnahmezustand – der Kampf um die EZB          | Brennende Polizeiautos, brennende Absperrungen, farbbeschmierte Polizisten beim Kampf um die Europäische Zentralbank.                         |
| Sonderthema: „Veränderung“                 | Rolf Skrypzak          | Melsungen          | Freier Journalist     | Diskussionsbedarf der Generationen                           | Schwarzweiß Aufnahme einer diskussion zwischen einer älteren Frau und einem Punker.                                                           |
| Menschen & Momente                         | Sascha Fromm           | Riechheim          | Thüringer Allgemeine  | refugeeswelcome                                              | Flüchtlinge bei der Ankunft mit dem Bus. |
| Sport & Freizeit                           | Sascha Fromm           | Riechheim          | Thüringer Allgemeine  | Ins Netz gegangen                                            | Ein Fußballer landet samt Ball im Netz des Tores.                                                                                             |
| Umwelt & Natur                             | Sascha Fromm           | Riechheim          | Thüringer Allgemeine  | Donnerwetter                                                 | Zwei Blitze über einer Landstraße während eines Unwetters.                                                                                    |
| Technik & Verkehr                          | Dieter Nobbe           | Weilburg           |                       | Morgendlicher Flugverkehr über Mittelhessen                  | Am Morgen Himmel sind lauter Spuren von Flugzeugen im Himmel zu sehen.                                                                        |
| Kultur & Gesellschaft                      | Alexander Volkmann     | Anrode             |                       | Erinnerung                                                   | Ein Mann sitzt weinend über eine Tafel mit Namen und Rosen.                                                                                   |
| Anerkennung Beste Serie                    | Bernd Seydel           | Gotha              |                       | So kämpft ein Sieger                                         | Schwarzweiß Reportage eines Boxkampfes. |
| Anerkennung Beste Serie                    | Alfred Harder          | Weiterstadt        |                       | Willkommen in der Bundesliga                                 | Reportage der Darmstädter Lilien nach ihrem Aufstieg in die Bundesliga.                                                                       |
| Anerkennung Sonderthema „Veränderungbruch“ | Eckhard Jüngel         | Worbis             |                       | Freie Fahrt                                                  | Ein Trabbi mit der Aufschrift „Wir sind das Volk“ mit einem DDP-Grenzpolizisten in der Nacht des Mauerfalls.                                  |
| Anerkennung Sonderthema „Veränderung“      | Sascha Fromm           | Riechheim          | Thüringer Allgemeine  | Augenblick                                                   | Ein Demonstrant und ein Polizist mit Helm und Schutzvisier schauen sich bei einer Demonstration in die Augen.                                 |
| Anerkennung Menschen & Momente             | Kai Oliver Pfaffenbach | Hanau              | Reuters               | Auf einen Sprung bei Mario Draghi vorbeischauen              | Eine Demonstrantin springt während einer Pressekonferenz auf den Tisch von Mario Draghi.                                                      |
| Anerkennung Menschen & Momente             | Sascha Fromm           | Riechheim          | Thüringer Allgemeine  | Warten in Saalfeld                                           | Bodo Ramelow steht in der Abenddämmerung vor einem Gebäude mit einem Einkaufsbeutel und Mikrofon und wartet auf etwas.                        |
| Anerkennung Sport & Freizeit               | Stefan Weisbrod        | Weimar an der Lahn |                       | Klare Ansage                                                 | Eine Schiedsrichterin trennt zwei streitende Fußballspieler.                                                                                  |
| Anerkennung Sport & Freizeit               | Thomas Lohnes          | Pfungstadt         | Freier Journalist     | Ghost-Rider/Helden der Rinnen                                | Schwarzweiß-Aufnahme eines Mountainbikers im Wald, im Gegenlicht sieht man den aufgewirbelten Staub.                                          |
| Anerkennung Umwelt & Natur                 | Boris Roessler         | Frankfurt am Main  | dpa                   | Ausgespielt                                                  | Drohnenaufnahme eines vom Sturm zerstörten Tennisplatz.                                                                                       |
| Anerkennung Umwelt & Natur                 | Alexander Volkmann     | Anrode             |                       | Windstrom                                                    | Eine Kirche in der Abenddämmerung umgeben von vielen Windrädern.                                                                              |
| Anerkennung Technik & Verkehr              | Thomas Lohnes          | Pfungstadt         | Freier Journalist     | Premierenfahrt des neuen ICE 3 von Frankfurt/Main nach Paris | Alexander Dobrindt steht zwischen den Sitzplätze in einem ICE 3, über ihn ein Monitor, der die aktuelle Geschwindigkeit von 313 km/h anzeigt. |
| Anerkennung Technik & Verkehr              | Alfred Harder          | Weiterstadt        |                       | Flügelflitzer                                                | Eine Vielzahl an DeLorean DMC-12 stehen hintereinander aufgereiht mit offenen Flügeltüren auf einer Landstraße.                               |
| Anerkennung Kultur & Gesellschaft          | Alexander Volkmann     | Anrode             |                       | Deutsch lernen                                               | Eine Frau mit Kochtuch steht vor einer Tafel, auf der deutsche Begriffe geschrieben stehen.                                                   |
| Anerkennung Kultur & Gesellschaft          | Uwe Zucchi             | Kassel             | Freier Bildjournalist | Ankunft Dieter Wedel                                         | Dieter Wedel betritt einen Raum der Bad Hersfelder Festspiele, rechts neben ihm verschiedene Uhren mit verschiedenen Zeitzonen.               |

### Preisträger 2016
| Kategorie                                            | Fotograf               | Ort                  | Medium                 | Bildtitel                                   | Motiv |
| ---------------------------------------------------- | ---------------------- | -------------------- | ---------------------- | ------------------------------------------- | --- |
| Foto des Jahres                                      | Christian Fischer      | Elxleben (Ilm-Kreis) | Freier Bildjournalist  | Wohnen auf dem Dachboden                    | Das Bild zeigt Lorena Axt (39), sie leidet unter MCS, einer vielfachen Chemikalienunverträglichkeit, und lebt nach mehreren Umzügen auf dem Dachboden eines Wohnhauses in Mühlhausen. |
| Beste Serie                                          | Candy Welz             | Weimar               | Freier Fotograf        | Hier fotografiert der Präsident noch selbst | Rustam Minnichanow, Präsident der Republik Tatarstan, während seines Besuchs in Thüringen mit seinem Smartphone fotografieren                                                         |
| Sonderthema: „Meine Fotos des Jahrzehnts“            | Dirk Zengel            | Modautal             | Freier Pressefotograf  | Warnschüsse                                 | Ausgetrocknete Rhein bei Bingen 2011, dort konnte man über die Hälfte des Flussbettes trockenen Fußes begehen.                                                                        |
| Menschen & Momente                                   | Kai Oliver Pfaffenbach | Hanau                | Reuters                | Der Mann vom Dach                           | Der fassungslosen Kurt Walter auf seinem Garagendach in Braunsbach. Eine Schlamm- und Gerölllawine hatte in der Nacht zuvor fast das komplette Dorf zerstört.                         |
| Sport & Freizeit                                     | Sascha Fromm           | Riechheim            | Thüringer Allgemeine   | Gladiatoren unter Volldampf                 | Beim Extrem-Crosslauf „GETTINGTOUGH THE Race“ in Rudolstadt müssen die 2.500 Starter eine Strecke von 24 km mit 900 Höhenmeter Unterschied bezwingen.                                 |
| Umwelt & Natur                                       | Dieter Nobbe           | Weilburg             | Journalist             | Regenbogen über Weilburg                    | Wenn sich Regen und Sonnenschein begegnen. |
| Technik & Verkehr                                    | Boris Roessler         | Frankfurt am Main    | dpa                    | Die Welt ist eine Kugel                     | Sein Foto zeigt einen Jet im Landeanflug auf den Flughafen Frankfurt/Main. Das Fisheye-Objektiv verzerrt die Perspektive und lässt sie kreisrund erscheinen.                          |
| Kultur & Gesellschaft                                | Kai Oliver Pfaffenbach | Hanau                | Reuters                | Lachen unter Polizeischutz                  | Unter massivem Polizeischutz findet der Weiberfasching in Mainz statt. Nach den Vorkommnissen in der Silvesternacht sollen neuerliche Übergriffe verhindert werden.                   |
| Anerkennung Beste Serie                              | Dagmar Jährling        | Heppenheim           | Freie Fotoreporterin   | Erntehelfer                                 | In Thailand werden in einer Affenschule Makaken zu Kokosnusspflückern ausgebildet. |
| Anerkennung Beste Serie                              | Eckhard Jüngel         | Worbis               | Thüringer Allgemeine   | Im Einsatz                                  | Zwei Kamerunschafe gefährdeten in Heiligenstadt den Straßenverkehr. Bei dem Versuch, die Schafe mit einem Netz einzufangen, verletzte sich ein Polizist.                              |
| Anerkennung Sonderthema „Meine Fotos des Jahrzehnts“ | Candy Welz             | Weimar               | Freier Fotojournalist  | Marx in den Landtag                         | Bodo Ramelow, Spitzenkandidat der Partei „Die Linke“ für die Landtagswahl, geht 2014 mit einer Karl-Marx-Figur den Weg vor dem Thüringer Landtag entlang.                             |
| Sonderthema „Meine Fotos des Jahrzehnts“             | Wolfgang Minich        | Frankfurt am Main    | Freier Pressefotograf  | Bitte um göttlichen Beistand                | Angela Merkel und Wolfgang Schäuble falten während einer Plenarsitzung im Bundestag die Hände und scheinen um göttlichen Beistand für ihre Politik zu bitten.                         |
| Anerkennung Menschen & Momente                       | Sascha Fromm           | Riechheim            | Thüringer Allgemeine   | Prüfung                                     | Mehr als 2000 IHK-Azubis aus kaufmännischen und kaufmännisch-verwandten Berufen haben in der Erfurter Messehalle ihre schriftlichen Prüfungen abgelegt.                               |
| Anerkennung Menschen & Momente                       | Sascha Fromm           | Riechheim            | Thüringer Allgemeine   | Zaungäste                                   | Zaungäste beim Hunderennen um die „Goldene Renndecke 2016“ (Bahnrennen) auf der Rennbahn in Tüttleben, Landkreis Gotha.                                                               |
| Anerkennung Sport & Freizeit                         | Nadine Weigel          | Rauschenberg         | Oberhessische Presse   | Wellenreiten in Hessen                      | Jede freie Minute verbringt der 69-Jährige Robert Graf in Niederweimar am See. Das Wakeboarden hält den Sunnyboy fit.                                                                 |
| Anerkennung Sport & Freizeit                         | Christian Fischer      | Elxleben             | Freier Bildjournalist  | Brennender Block                            | Finale im Fußball-Thüringenpokal 2016 in Jena: Sebastian Tyrala (FC Rot-Weiß Erfurt) steht nach dem Spiel enttäuscht vor dem brennenden Fanblock.                                     |
| Anerkennung Umwelt & Natur                           | Nadine Weigel          | Rauschenberg         | Oberhessische Presse   | Feldarbeit                                  | Wie zu Großvaters Zeiten: Furche um Furche zieht Kaltblüter Maja das „Vielfachgerät“ auf einem Kartoffelacker in Hessen.                                                              |
| Anerkennung Umwelt & Natur                           | Nadine Weigel          | Rauschenberg         | Oberhessische Presse   | Ätsch                                       | Wallach Lui genießt die Januarsonne und lässt sich den Schnee im Barthaar schmecken.                                                                                                  |
| Anerkennung Technik & Verkehr                        | Thorsten Richter       | Marburg              | Oberhessische Presse   | Osterfahrt                                  | Osterfahrt von Treysa nach Bad Münster am Stein mit der historischen Schnellzugdampflok 03 1010. Sie ist die letzte betriebsfähige Lokomotive dieser Baureihe.                        |
| Anerkennung Technik & Verkehr                        | Sascha Fromm           | Riechheim            | Thüringer Allgemeine   | Unfallschwerpunkt                           | Ein Busunfall in Erfurt forderte neun Verletzte. Der Fahrer wurde schwer verletzt. Der Bus war auf die Gegenfahrbahn geraten und in den Straßengraben gestürzt.                       |
| Anerkennung Kultur & Gesellschaft                    | Tino Zippel            | Jena                 | Mediengruppe Thüringen | Lichttunnel                                 | Festival City Visions Jena: Besucher durchqueren den Light Walk von Sandra Linton Huezo und David Heaton in der Passage im Sonnenhof.                                                 |
| Anerkennung Kultur & Gesellschaft                    | Eckhard Jüngel         | Worbis               | Thüringer Allgemeine   | Hände zum Himmel                            | Leidenszug am Palmsonntag durch Heiligenstadt. Mitgeführt werden sechs überlebensgroße Darstellungen, die das Leiden und Sterben Jesu symbolisieren.                                  |

### Preisträger 2017
| Kategorie                          | Fotograf              | Ort               | Medium                  | Bildtitel            | Motiv |
| ---------------------------------- | --------------------- | ----------------- | ----------------------- | -------------------- | --- |
| Foto des Jahres                    | Boris Roessler        | Frankfurt am Main | dpa                     | Halber Zweibeiner    | Das Bild zeigt Mitglieder des SEK der Frankfurter Polizei, die in Reih und Glied strammstehen, und Diensthund „Whisky“, der sich eine Pause gönnt.                                     |
| Beste Serie                        | Sascha Fromm          | Riechheim         | Thüringer Allgemeine    | Die Ursulinen        | Seltene Einblicke in das Leben der Schwestern im Ursulinenkloster (Erfurt). Seit 350 Jahren leben Ursulinen in Erfurt.                                                                 |
| Sonderthema: „Aufbruch“            | Wolfgang Minich       | Frankfurt am Main | Freier Pressefotograf   | Aufbruch ins Leben   | Ein Hühnerküken im Zoo Frankfurt schaffte es nach stundenlangem Kraftakt, seine Eischale aufzubrechen.                                                                                 |
| Menschen & Momente                 | Michael Klug          | Leipzig           | Axel Springer SE        | Parallelwelt         | Am alten Busbahnhof in Sonneberg sitzen zwei Menschengruppen getrennt durch ein Dixi-Klo. Rechts die älteren deutschen Frauen und links drei Frauen und ein junger Mann aus dem Irak.  |
| Sport & Freizeit                   | Sascha Fromm          | Riechheim         | Thüringer Allgemeine    | Zopfstand            | Josephine Terlecki (SV Halle) in Aktion beim XX. Gothaer Schloss-Meeting. |
| Umwelt & Natur                     | André Hirtz           | Darmstadt         | VRM (Medienunternehmen) | Wintertraum          | Ein Eisvogel sitzt bei Schneetreiben inmitten der Stadt an einem kleinen Teich. |
| Technik & Verkehr                  | Marco Kneise          | Sondershausen     | Thüringer Allgemeine    | Unter der Brücke     | Vermutlich wegen unangepasster Geschwindigkeit kippte bei Großwechsungen im Landkreis Nordhausen (Thüringen) ein mit Schweinehälften beladener Sattelzug um.                           |
| Kultur & Gesellschaft              | Sascha Fromm          | Riechheim         | Thüringer Allgemeine    | Legende im Höhenflug | Rocklegende Udo Lindenberg bei seinem Konzert der Tour „Stärker als die Zeit“ in der Erfurter Messehalle.                                                                              |
| Anerkennung Beste Serie            | Alexander Volkmann    | Anrode            | Thüringer Allgemeine    | Der Clown            | Hans Jürgen Anhalt aus Mühlhausen, 79 Jahre alt, erfüllt sich seinen größten Wunsch mit einem Auftritt im Kostüm seines Vaters: einmal Clown in einem Zirkus sein.                     |
| Anerkennung Beste Serie            | Rolf Skrypzak         | Melsungen         | Freier Journalist       | Parthenon der Bücher | Der Parthenon der Bücher auf der documenta 2017 in Kassel bestand aus Büchern, welche verboten waren bzw. sind.                                                                        |
| Anerkennung Sonderthema „Aufbruch“ | Jens Meyer            | Erfurt            | Freier Fotojournalist   | Langer Atem          | Ein Musher passiert mit seinen Hunden ein Nebelfeld während der Trans-Thüringia, dem längsten Rennen für reinrassige Schlittenhunde in Mitteleuropa, bei Masserberg im Thüringer Wald. |
| Anerkennung Sonderthema „Aufbruch“ | Thorsten Richter      | Marburg           | Oberhessische Presse    | Frühsport            | Jogger Thorsten Kicherer wärmt sich zusammen mit seinem Border Collie Nelly vor dem Marburger Gaßmann-Stadion auf.                                                                     |
| Anerkennung Menschen & Momente     | Yvonne Fischer        | Elxleben          | Freie Bildjournalistin  | Hilflos              | Ein Mann steht in eine Decke gehüllt vor seinem lichterloh brennenden Haus. Die Einsatzkräfte versuchen zu retten, was noch zu retten ist.                                             |
| Anerkennung Menschen & Momente     | Thorsten Richter      | Marburg           | Oberhessische Presse    | Platz 2              | Martin Schulz auf einer Wahlkampfveranstaltung auf dem Marburger Marktplatz. |
| Anerkennung Sport & Freizeit       | Kai Mudra             | Erfurt            | Thüringer Allgemeine    | Vorglühen            | Die Ultras des FC Rot-Weiß Erfurt bringen sich auf den Erfurter Domstufen vor dem Derby mit dem FC Carl Zeiss Jena in Stimmung.                                                        |
| Anerkennung Sport & Freizeit       | Birgit Gutschalk      | Lampertheim       | Freier Fotojournalist   | Verluste             | Ein Stück Fußballrasen auf der Laufbahn. |
| Anerkennung Umwelt & Natur         | Marco Kneise          | Sondershausen     | Thüringer Allgemeine    | Zurück zur Natur     | Auf dem Dachboden des Siechenhofs in Nordhausen wachsen Pflanzen. Das Gebäude wurde im Jahr 1284 als Unterkunft für verarmte und kranke Menschen errichtet.                            |
| Anerkennung Umwelt & Natur         | Karina Heßland-Wissel | Erfurt            | Freie Bildjournalistin  | Nachtgespenst        | Ein Gewitter zieht über die Ägidienkirche, Dom und St. Severi in Erfurt. |
| Anerkennung Technik & Verkehr      | Sascha Fromm          | Riechheim         | Thüringer Allgemeine    | Osterfahrt           | Drei Verletzte forderte dieser Auffahrunfall in der Erfurter Innenstadt, bei dem auch vier Fahrzeuge zum Teil stark beschädigt wurden.                                                 |
| Anerkennung Technik & Verkehr      | Maik Schuck           | Weimar            | Freier Fotograf         | Wettbewerb           | Tag der offenen Tür (10 Jahre Gefahrenschutzzentrum) bei der Feuerwehr Weimar. |
| Anerkennung Kultur & Gesellschaft  | Dirk Bernkopf         | Gotha             | Thüringer Allgemeine    | Leidenschaft         | Dirigent Michael Helmrath leitet mit viel Leidenschaft das Loh-Orchester beim ersten Schlosskonzert der neuen Saison im Blauen Saal des Schlosses Sondershausen.                       |
| Anerkennung Kultur & Gesellschaft  | Michael Probst        | Frankfurt am Main | Associated Press        | Flüchtlingsmädchen   | Ein afghanisches Flüchtlingsmädchen spielt neben ihrer Flüchtlingsunterkunft in Frankfurt-Bonames Frisbee.                                                                             |

### Preisträger 2018
| Kategorie                                                  | Fotograf               | Ort               | Medium                                                        | Bildtitel                                  | Motiv |
| ---------------------------------------------------------- | ---------------------- | ----------------- | ------------------------------------------------------------- | ------------------------------------------ | --- |
| Foto des Jahres                                            | Arne Dedert            | Frankfurt am Main | dpa                                                           | Provokante Kunst                           | Eine fast vier Meter hohe goldene Erdogan-Statue mitten in Wiesbaden. |
| Beste Serie                                                | Jens Meyer             | Erfurt            | Freier Fotojournalist                                         | Endlich...raus!                            | In Meura (Landkreis Saalfeld-Rudolstadt) befindet sich das größte Gestüt Europas für Haflinger und Edelbluthaflinger. Tausende Zuschauer kamen zum traditionellen Weideaustrieb.           |
| Sonderthema „Kulturfoto in der Region Frankfurt RheinMain“ | Kai Oliver Pfaffenbach | Hanau             | Reuters                                                       | Luminale                                   | Die Silhouetten der Besucher zeichnen sich gegen die Lichtinstallation auf dem Frankfurter Römer während der Luminale 2018 ab.                                                             |
| Menschen & Momente                                         | Steve Bauerschmidt     | Erfurt            | Freier Fotojournalist                                         | Teamplay                                   | Simon leidet am Waterhouse-Friderichsen-Syndrom. Er spielt beim VfB Grün-Weiß 1990 Erfurt Fußball. Simons Vater Sven hilft ihm beim Anziehen der Fußballschuhe.                            |
| Sport & Freizeit                                           | Raphael Schmitt        | Trebur            | Selbstständiger Grafiker                                      | Erschöpft                                  | Abdurrahman Krüger (TV Groß-Gerau) liegt nach seinem 400-m-Rennen beim Abendsportfest in Trebur erschöpft am Boden – seine jüngere Schwester kniet fast schon fürsorglich neben ihm.       |
| Umwelt & Natur                                             | Arne Dedert            | Frankfurt am Main | dpa                                                           | Wildwechsel                                | Ein junges Reh kreuzt an einer Waldlichtung nahe Gräfenhausen eine Kreisstraße, auf der ein Pkw fährt.                                                                                     |
| Technik & Verkehr                                          | Eckhard Jüngel         | Leinefelde-Worbis | Thüringer Allgemeine                                          | Besonderer Transport                       | Ein Windradflügel wird per Spezialtransport auf den Rotenberg bei Berlingerode (Landkreis Eichsfeld) transportiert.                                                                        |
| Kultur & Gesellschaft                                      | Sascha Fromm           | Riechheim         | Thüringer Allgemeine                                          | Carmen                                     | „DomStufen-Festspiele Erfurt 2018“: Generalprobe von Georges Bizets „Carmen“ vor der Kulisse vom Dom und Severi in der Inszenierung von Guy Montavon.                                      |
| Anerkennung Beste Serie                                    | Michael Braunschädel   | Bremen            | stellvertretender Leiter der Galerie für Fotografie, Hannover | Die letzten Antiquare in Frankfurt am Main | In Frankfurt am Main gibt es nur noch wenige Antiquare mit eigenem Ladengeschäft. Das Antiquariat Orban & Streu verfügt über einen Bestand von ca. 15.000 Büchern.                         |
| Anerkennung Beste Serie                                    | Jens Paul Taubert      | Altenburg         | Freier Fotojournalist                                         | Der Absprung                               | „Der Absprung“ behandelt als Hörspiel einen Disput über Zuwanderung in einer Kleinstadt.                                                                                                   |
| Anerkennung Menschen & Momente                             | Volker Hielscher       | Erfurt            | Freier Fotojournalist                                         | Berührungsängste                           | Der Vorsitzende der CDU-Fraktion im Thüringer Landtag, Mike Mohring, im Dialog mit dem Bundeskanzler der Republik Österreich, Sebastian Kurz.                                              |
| Anerkennung Menschen & Momente                             | Arne Dedert            | Frankfurt am Main | dpa                                                           | Kardinalsfrage                             | Kardinal Reinhard Marx während der Pressekonferenz zur Vorstellung der Studie „Sexueller Missbrauch an Minderjährigen durch katholische Priester, Diakone und männliche Ordensangehörige“. |
| Anerkennung Sport & Freizeit                               | Sascha Fromm           | Riechheim         | Thüringer Allgemeine                                          | Im Tunnel                                  | Die Erfurt Indigos warten in einem Tunnel des Steigerwaldstadions auf den Einlauf zum American-Football-Spiel der Regionalliga Ost gegen die Jenaer Hanfrieds.                             |
| Anerkennung Sport & Freizeit                               | Sascha Fromm           | Riechheim         | Thüringer Allgemeine                                          | Legend of Cross                            | Sandro Bauer aus Neuhaus-Schierschnitz durchquert einen Wassergraben während des LEGEND OF CROSS in Mühlberg. Bauer benötigte für die Strecke von 26,71 km fast 3,5 Stunden.               |
| Anerkennung Umwelt & Natur                                 | Jan Eifert             | Oberursel         | Freier Fotojournalist                                         | Mainhatten im Nebel                        | Hochhäuser der Frankfurter Skyline ragen kurz nach Sonnenaufgang aus einer Nebeldecke; ein Flugzeug befindet sich im Landeanflug auf den Frankfurter Flughafen.                            |
| Anerkennung Umwelt & Natur                                 | Thorsten Richter       | Marburg           | Oberhessische Presse                                          | Die Sonne brennt                           | Feuerwehrmänner bekämpfen einen Flächenbrand bei Sterzhausen (Landkreis Marburg-Biedenkopf).                                                                                               |
| Anerkennung Technik & Verkehr                              | Volker Hielscher       | Erfurt            | Freier Fotojournalist                                         | Labyrinth                                  | Gleisanlagen für Güter- und Personenverkehr in der Nähe des Erfurter Hauptbahnhofs. |
| Anerkennung Technik & Verkehr                              | Eckhard Jüngel         | Leinefelde-Worbis | Thüringer Allgemeine                                          | Schweinelaster verunglückt                 | Auf der A38 bei Arenshausen verunglückte ein Viehtransporter mit etwa 700 Ferkeln. Der Großteil der Tiere verendete.                                                                       |
| Anerkennung Kultur & Gesellschaft                          | Arne Dedert            | Frankfurt am Main | dpa                                                           | Allein unter Männern                       | Die Vorstandsmitglieder der DWS Group haben sich beim Börsengang der DWS auf dem Parkett der Frankfurter Wertpapierbörse neben Finanzvorstand Claire Peel aufgestellt.                     |
| Anerkennung Kultur & Gesellschaft                          | Birgit Gutschalk       | Lampertheim       | Freie Fotojournalistin                                        | Kreuze verschwimmen                        | Handwerksarbeiten mit Bezug zu Weihnachten für einen Adventsmarkt. |

### Preisträger 2019
| Kategorie                         | Fotograf              | Ort               | Medium                         | Bildtitel                             | Motiv |
| --------------------------------- | --------------------- | ----------------- | ------------------------------ | ------------------------------------- | --- |
| Foto des Jahres                   | Bodo Schackow         | Gera              | Freier Fotojournalist          | Auswahl                               | CDU Regionalkonferenz in Seebach, die Aufnahme zeigt die drei Bewerber um den CDU-Parteivorsitz, Annegret Kramp-Karrenbauer, Friedrich Merz und Jens Spahn, und nimmt – zumindest vom Farbenspiel her – das spätere Ergebnis vorweg. |
| Beste Serie                       | Paul-Philipp Braun    | Erfurt            | Freier Fotojournalist          | Fledermausnacht                       | Die erste Fledermaus-Nacht in Wolfsbehringen (Wartburgkreis). Höhepunkt war das gemeinsame Fangen, Untersuchen und wieder Freilassen der Tiere.                                                                                      |
| Menschen & Momente                | Niklas Feil           | Wiesbaden         | Freier Journalist              | Kein Foto von mir                     | Ausdrucksstarkes Schwarzweiß Foto von jemandem, der auf einer Autofahrt Mitinsasse auf der Rückbank ist und fotografiert wird. Der findet das nicht so toll und hält sich die Hand vor die Linse.                                    |
| Sport & Freizeit                  | Karina Heßland-Wissel | Erfurt            | Freie Journalistin             | Gehalten                              | Velimir Jovanovic vom FC Rot-Weiß Erfurt scheitert an Torwart Marvin Gladrow vom SV Babelsberg 03, der den Ball auf kuriose Weise hält.                                                                                              |
| Umwelt & Natur                    | Boris Roessler        | Frankfurt am Main | dpa                            | Gefährliches Erbe                     | Nach der Explosion einer Weltkriegsbombe aus dem Zweiten Weltkrieg in Ahlbach (Hessen). Der chemische Langzeitzünder hatte sie zur Detonation gebracht – Verletzte gab es glücklicherweise nicht.                                    |
| Technik & Verkehr                 | Boris Roessler        | Frankfurt am Main | dpa                            | Museumsstücke                         | Mit Tüchern gegen Staub geschützt und einem Flatterband gegen Neugierige warten auf der IAA historische Fahrzeuge auf den Eröffnungstag.                                                                                             |
| Kultur & Gesellschaft             | Jens Meyer            | Erfurt            | Freier Fotojournalist          | Neues Kleid                           | Eine Fassadenprojektion verzaubert das Deutsche Nationaltheater und das Goethe-Schiller-Denkmal während des Genius-Loci-Festivals in Weimar.                                                                                         |
| Anerkennung Beste Serie           | Eckhard Jüngel        | Leinefelde-Worbis | Thüringer Allgemeine           | Heißes Eisen                          | Hufbeschlagschmied Florian Rust aus Kirchohmfeld bei Isabel Thüne in Kreuzebra, um sich um Pferd „Anna“ zu kümmern. |
| Anerkennung Beste Serie           | Thorsten Gutschalk    | Lampertheim       | Freier Fotojournalist          | Kirchensanierung Groß-Rohrheim        | Sanierung der evangelischen Kirche Groß-Rohrheim. |
| Anerkennung Menschen & Momente    | Johannes Krey         | Weimar            | Frankfurter Allgemeine Zeitung | Kampf gegen die Flammen               | Feuerwehrmänner kämpfen gegen einen Großbrand in Weimar. |
| Anerkennung Menschen & Momente    | Bodo Schackow         | Gera              | Freier Fotojournalist          | Schlange                              | Thüringens Ministerpräsident Bodo Ramelow auf der Thüringen-Ausstellung mit einer Schlange. |
| Anerkennung Sport & Freizeit      | Marco Kneise          | Sondershausen     | Thüringer Allgemeine           | Torfreuden                            | Die G-Junioren des BSV Eintracht Sondershausen bejubeln beim Spiel gegen den SV Bielen das entscheidende Tor. |
| Anerkennung Sport & Freizeit      | Christoph Keil        | Nordhausen        | Thüringer Allgemeine           | Vom harten Kampf um die letzten Zähne | Zwei Kinder auf der Matte bei der Judo-Landesmeisterschaft in Nordhausen. |
| Anerkennung Umwelt & Natur        | Sascha Fromm          | Riechheim         | Thüringer Allgemeine           | Natur-Monster                         | Eine gewaltige Regenfront entlädt sich am Abend über dem Landkreis Gotha. |
| Anerkennung Umwelt & Natur        | Michael Probst        | Frankfurt am Main | Associated Press               | Damwild mit Vögeln                    | Frühmorgens sitzen Vögel auf Damwild im Mönchsbruch. |
| Anerkennung Technik & Verkehr     | Sascha Fromm          | Riechheim         | Thüringer Allgemeine           | ISS Transit                           | Die Internationale Raumstation (ISS) beim Transit vor der Sonne. |
| Anerkennung Technik & Verkehr     | Michael Probst        | Frankfurt am Main | Associated Press               | Die Autokanzlerin                     | Angela Merkel spiegelt sich auf der IAA in der Autoscheibe eines Mercedes. |
| Anerkennung Kultur & Gesellschaft | Christian Fischer     | Elxleben          | Freier Fotojournalist          | BlessU                                | Andrea Plattner bekommt in Jena vom Segensroboter „BlessU-2“ den Segen. |
| Anerkennung Kultur & Gesellschaft | Jacob Schröter        | Erfurt            | Freier Journalist              | Erinnerung an die Kindheit            | Das Shetlandpony „Socke“ vom Erlebnishof Weimar zu Besuch im AZURIT-Seniorenzentrum „Schillerhöhe“. |

### Preisträger 2020
| Kategorie                         | Fotograf           | Ort               | Medium                         | Bildtitel                               | Motiv |
| --------------------------------- | ------------------ | ----------------- | ------------------------------ | --------------------------------------- | --- |
| Foto des Jahres                   | Bodo Weissenborn   | Karlsruhe         | Badische Neueste Nachrichten   | Fahrstuhlgate                           | Politiker sowie Mitarbeiter*innen der Uniklinik Gießen mit Mundschutz dichtgedrängt in einem Aufzug, ca. vier Wochen nach Beginn des Lockdowns.                                                                                   |
| Beste Serie                       | Boris Roessler     | Frankfurt am Main | dpa                            | Tage der Ohnmacht                       | Die Serie zeigt Szenen aus der Nacht des Terroranschlages von Hanau und der Tage danach. |
| Sonderthema „Freier Journalismus“ | Paul-Philipp Braun | Erfurt            | Freier Fotojournalist          | Mit dem Gesicht zum Volke               | Die Linke-Fraktionsvorsitzende Susanne Hennig-Wellsow erklärt sich nach Verhandlungen zur Ministerpräsidentenwahl gegenüber den Medien.                                                                                           |
| Menschen & Momente                | Sascha Fromm       | Amt Wachsenburg   | Thüringer Allgemeine           | Stiller Protest                         | Blumenstrauß am Boden. Die Linke-Fraktionsvorsitzende Susanne Hennig-Wellsow hatte ihn Thomas Kemmerich vor die Füße geworfen, nachdem dieser mit AfD-Stimmen zum Ministerpräsidenten gewählt worden war.                         |
| Sport & Freizeit                  | Christoph Keil     | Nordhausen        | Thüringer Allgemeine           | Kampf auf Augenhöhe                     | Hinfallen, Aufstehen, Weitermachen. Inklusives Pilotprojekt des Sportclubs Nordhausen: Rollstuhlfechten. |
| Umwelt & Natur                    | Paul-Philipp Braun | Erfurt            | Freier Fotojournalist          | Löschversuch                            | Aufnahme eines Löschhubschraubers, der bei einem Waldbrand in Ruhla (Wartburgkreis) rund 15.000 Liter Löschwasser auf das Feuer abwirft.                                                                                          |
| Technik & Verkehr                 | Michael Probst     | Frankfurt am Main | Associated Press               | Stillgelegt                             | Wegen Corona stillgelegte Lufthansa Maschinen am Frankfurter Flughafen. |
| Kultur & Gesellschaft             | Dirk Zengel        | Modautal          | Freier Fotojournalist          | Nur wenig Geleit                        | Ende März, zum Höhepunkt der Corona-Pandemie, war es kaum möglich, den Verstorbenen das letzte Geleit zu geben. Bei einer Beerdigung in Erbach unter freiem Himmel war es zumindest neun Trauergästen und einem Prediger erlaubt. |
| Anerkennung Beste Serie           | Frank Röth         | Wiesbaden         | Frankfurter Allgemeine Zeitung | Corona Tristesse                        | Auf dem Höhepunkt der Kontaktbeschränkungen wegen der Corona-Pandemie im Frühjahr 2020 herrschte in vielen Innenstädten Tristesse – wie hier in Frankfurt am Main.                                                                |
| Anerkennung Beste Serie           | Jens Meyer         | Erfurt            | Friedrich-Schiller-Universität | Selfie Gottesdienst                     | Gründonnerstagsgottesdienst 2020 in der St.-Marien-Kirche in Suhl während der Kontaktbeschränkungen aufgrund der Corona-Pandemie.                                                                                                 |
| Anerkennung Menschen & Momente    | Frank Röth         | Wiesbaden         | Frankfurter Allgemeine Zeitung | Intensivpflege eines Covid-19-Patienten | Intensivpfleger in Schutzausrüstung zur Behandlung von Covid-19 Patienten bei der Arbeit auf der Intensivstation mit Coronapatienten an der Universitätsklinik Frankfurt am Main.                                                 |
| Anerkennung Menschen & Momente    | Tino Zippel        | Jena              | Ostthüringer Zeitung           | Wiedersehen                             | Nach Wochen des Besuchsverbotes wegen der Corona-Pandemie können Bewohner des AWO-Seniorenheims „Am Heiligenberg“ in Jena mit Verwandten telefonieren – getrennt von einer Fensterscheibe.                                        |
| Anerkennung Sport & Freizeit      | Uwe Zucchi         | Kassel            | Freier Fotojournalist          | Frisch gestrichen                       | Frisch gestrichen steht auf einem Schild, dass an einem Drahtseil zwischen den Seitenteilen einer Parkbank im Bergpark Wilhelmshöhe hängt. Die dazugehörigen Bretter wurden anscheinend zum Streichen abmontiert.                 |
| Anerkennung Sport & Freizeit      | Marco Kneise       | Sondershausen     | Thüringer Allgemeine           | Lennox am Boden                         | Lennox vom BSV Eintracht Sondershausen (gelb) liegt beim Spiel gegen den FC Erfurt Nord (orange) mit schmerzverzerrtem Gesicht am Boden.                                                                                          |
| Anerkennung Umwelt & Natur        | Birgit Gutschalk   | Lampertheim       | Freie Fotojournalistin         | Sintflut im Dorf                        | Nach einem Regenschauer und einer ausgefallenen Pumpe der Stadtwerke steht ein Ortsteil von Lampertheim unter Wasser. |
| Anerkennung Umwelt & Natur        | Nadine Weigel      | Rauschenberg      | Oberhessische Presse           | Protestbaby                             | Eine Umweltaktivistin hat zum Protest gegen die A49 ihre Tochter mit in den Dannenröder Forst gebracht. |
| Anerkennung Technik & Verkehr     | Jens Meyer         | Erfurt            | Friedrich-Schiller-Universität | Forscherblick                           | Student Sixu Meng aus China experimentiert an der Achteckkammer des Lasers für die Erzeugung von Terahertz-Strahlung am Institut für Optik und Quantenelektronik an der Friedrich-Schiller-Universität in Jena.                   |
| Anerkennung Technik & Verkehr     | Axel Häsler        | Langenselbold     | Freier Fotograf                | Schattenspiele                          | Luftbild des Hanauer Busbahnhofs mit dem Schattenspiel von Bussen, Haltestellen und Menschen. |
| Anerkennung Kultur & Gesellschaft | Roland Wittek      | Speyer            | epa                            | Aussitzen                               | Prostitution während der Corona-Pandemie: Sexarbeiterin Ana am Tag der offenen Tür im Bordell „Sex Inn“ in Frankfurt am Main. |
| Anerkennung Kultur & Gesellschaft | Thomas Müller      | Weimar            | Freier Fotograf                | Kunstfest Weimar vs. Covid-19           | Weimar: Besucher sitzen paarweise unter bunten Sonnenschirmen zur Eröffnung des Kunstfestes Weimar unter freiem Himmel. Die Sitzordnung ist Teil des Hygienekonzeptes des Kunstfestes unter Corona-Bedingungen.                   |

### Preisträger 2021
| Kategorie                                            | Fotograf               | Ort                      | Medium                         | Bildtitel                        | Motiv |
| ---------------------------------------------------- | ---------------------- | ------------------------ | ------------------------------ | -------------------------------- | --- |
| Foto des Jahres                                      | Kai Oliver Pfaffenbach | Hanau                    | Reuters                        | (Über-)Leben und Sterben         | Ein Intensivpfleger begleitet einen an Covid-19 Verstorbenen bis in die Pathologie.                                                                              |
| Beste Serie                                          | Thomas Lohnes          | Pfungstadt               | Freier Journalist              | Protestcamp gegen den A49-Ausbau | Im Dannenröder Wald protestieren Aktivisten entlang der geplanten Autobahntrasse gegen den Weiterbau der A49.                                                    |
| Sonderthema „Endlich! – Neustart Kultur“             | Marco Kneise           | Sondershausen            | Thüringer Allgemeine           | Tanzen mit Abstand               | Balletttänzer Luca Scaduto vom Nordhäuser Ballett TN LOS! während der Hauptprobe für die Ballettgala im Nordhäuser Theater.                                      |
| Menschen & Momente                                   | Nadine Weigel          | Rauschenberg             | Oberhessische Presse           | Kannste Kanzler?                 | Der als „Scholzomat“ bezeichnete SPD-Kanzlerkandidat Olaf Scholz zeigt Emotionen beim „Bad in der Menge“ im Wahlkampf in Marburg.                                |
| Sport & Freizeit                                     | Sascha Fromm           | Amt Wachsenburg          | Thüringer Allgemeine           | Bei jedem Wetter                 | Kinder spielen Fußball auf einem Sportplatz in Riechheim, während im Hintergrund eine Regenfront vorbeizieht.                                                    |
| Umwelt & Natur                                       | Michael Probst         | Frankfurt am Main        | Associated Press               | Hochwasser                       | Ein Zug fährt in Nidderau bei Frankfurt an einem Bahnübergang vorbei, der von Überschwemmungen durch Regen und Schneeschmelze umgeben ist.                       |
| Technik & Verkehr                                    | Lucas Bäuml            | Frankfurt am Main        | Frankfurter Allgemeine Zeitung | Lufthansa Refit                  | Am Frankfurter Flughafen steht ein Airbus A 321, der aufgrund der Corona-Pandemie ins sogenannte Langzeitparking versetzt wurde.                                 |
| Anerkennung Beste Serie                              | Karsten Socher         | Kassel                   | Freier Bildjournalist          | Meine Wohnung ist ein Museum     | Fotoreportage über Wolfgang Luh (Künstler), der seine Wohnung in ein künstlerisches Museum umgewandelt hat.                                                      |
| Anerkennung Beste Serie                              | Kai Oliver Pfaffenbach | Hanau                    | Reuters                        | (Über-)Leben und Sterben         | Tag und Nacht kämpfte das medizinische Personal im Klinikum Darmstadt auf der Corona-Intensivstation um das Leben der Patienten.                                 |
| Anerkennung Sonderthema „Endlich! – Neustart Kultur“ | Lucas Bäuml            | Frankfurt am Main        | Frankfurter Allgemeine Zeitung | Corona Orchesterprobe            | Studierende der Orchesterausbildung in der Hochschule für Musik und Darstellende Kunst (Frankfurt am Main) proben unter Corona-Bedingungen.                      |
| Anerkennung Sonderthema „Endlich! – Neustart Kultur“ | Marco Kneise           | Sondershausen            | Thüringer Allgemeine           | Die Tradition wird fortgesetzt   | Die Einwohner von Windehausen im Landkreis Nordhausen (Thüringen) tragen traditionell ihren Maibaum durchs Dorf – trotz Corona.                                  |
| Anerkennung Menschen & Momente                       | Lucas Bäuml            | Frankfurt am Main        | Frankfurter Allgemeine Zeitung | Corona in der Schule             | Mitarbeiter einer Corona-Teststation in der Eichendorffschule in Kelkheim erkunden in einer Pause ein Klassenzimmer.                                             |
| Anerkennung Menschen & Momente                       | Michelle Spillner      | Frankfurt am Main        | Frankfurter Neue Presse        | Letzter Wunsch                   | Der Hof „Luna Alpakas“ erfüllt einer unheilbar Kranken im Hospiz Sankt Katharina in Frankfurt am Main ihren letzten Wunsch.                                      |
| Anerkennung Sport & Freizeit                         | Marco Kneise           | Frankfurt am Main        | Thüringer Allgemeine           | In den Arm genommen              | Emil Kraft von den FII-Junioren des BSV Eintracht Sondershausen wird nach einem schmerzhaften Foulspiel vom Schiedsrichter getröstet.                            |
| Anerkennung Sport & Freizeit                         | Tino Zippel            | Jena                     | Ostthüringer Zeitung           | Zaungäste                        | Spielerinnen des FC Carl Zeiss Jena verfolgen an der Stadionbaustelle Ernst-Abbe-Sportfeld die Schlussminuten im Regionalliga-Spiel der ersten Männermannschaft. |
| Anerkennung Umwelt & Natur                           | Wolfgang Hartmann      | Hasselroth-Niedermittlau | Freier Journalist              | Geborgenheit                     | Bienenfresser Männchen beschützt sein Weibchen. |
| Anerkennung Umwelt & Natur                           | Michael Probst         | Frankfurt am Main        | Associated Press               | Schneepferdchen                  | Frisch gefallener Schnee liegt auf den Rücken isländischer Pferde, die auf einem Gestüt in Wehrheim bei Frankfurt am Main einen Heuballen fressen.               |
| Anerkennung Technik & Verkehr                        | Nadine Weigel          | Rauschenberg             | Oberhessische Presse           | Mobilitätswende                  | Klimaaktivisten befahren die Bundesstraße B3, um für eine Mobilitätswende zu demonstrieren.                                                                      |
| Anerkennung Technik & Verkehr                        | Sascha Fromm           | Amt Wachsenburg          | Thüringer Allgemeine           | Freund oder Feind                | Spot, ein Roboter mit hundeartigen Bewegungen von der US-Firma Boston Dynamics, läuft während eines PR-Termins auf dem Domplatz an einem Hund vorbei.            |

### Preisträger 2022
| Kategorie                         | Fotograf               | Ort               | Medium                         | Bildtitel                                            | Motiv |
| --------------------------------- | ---------------------- | ----------------- | ------------------------------ | ---------------------------------------------------- | --- |
| Foto des Jahres                   | Boris Roessler         | Frankfurt am Main | dpa                            | Nichts als schwarze Flächen                          | Inmitten einer niedergebrannten Waldfläche bei Münster in Hessen löschen Feuerwehrleute nach tagelangem Kampf letzte Glutnester (Luftaufnahme mit einer Drohne).            |
| Beste Serie                       | Steve Bauerschmidt     | Nesse-Apfelstädt  | Freier Journalist              | Frieden                                              | Rüdiger Ritz (53) von der Agrar GmbH und Co. KG Ermstedt grubbert ein 200 m großes Peace-Symbol in ein Feld bei Erfurt.                                                     |
| Menschen & Momente                | Jacob Schröter         | Erfurt            | Freier Journalist              | Akrobatik in schwindelerregender Höhe                | Die akrobatische Motorradshow der Geschwister Weisheit über dem Gothaer Hauptmarkt beim 600. Gothardusfest.                                                                 |
| Sport & Freizeit                  | Christoph Keil         | Nordhausen        | Freier Journalist              | Hohes Bein                                           | Lennart Liese (Wacker Nordhausen) mit harten Einsatz gegen Ex-Kollege Richard Franz. Die Folge: Gelb-Rot.                                                                   |
| Umwelt & Natur                    | Lucas Bäuml            | Frankfurt am Main | Frankfurter Allgemeine Zeitung | Dürre im Vogelsbergkreis                             | Der Landwirt Peter Hamel überprüft den Wasserstand eines Trinkwassertanks für Kühe auf einer vertrockneten Weide. Es ist noch Wasser drin.                                  |
| Technik & Verkehr                 | Marco Kneise           | Sondershausen     | Thüringer Allgemeine           | Panzer im Rapsfeld                                   | Ein Schützenpanzer des Typs Marder wird über die Bundesstraße 4 zwischen Sondershausen und Nordhausen transportiert.                                                        |
| Kultur & Gesellschaft             | Frank Rumpenhorst      | Frankfurt am Main | Freier Bildjournalist          | Kino vor großer Kulisse                              | Die Zuschauer sitzen vor der Frankfurter Hochhauskulisse beim „High Rise Cinema“ auf einer zum temporären Kino umgebauten Dachterrasse der Mainmetropole.                   |
| Anerkennung Beste Serie           | Sascha Fromm           | Riechheim         | Thüringer Allgemeine           | Die letzte Ausgabe                                   | Am 30.11.2021 wurden zum letzten Mal die Tageszeitungen von Funke Medien Thüringen in Erfurt gedruckt. Danach wurde die Zeitungsdruckerei geschlossen.                      |
| Anerkennung Beste Serie           | Maik Schuck            | Weimar            | Freier Journalist              | Heißes altes Handwerk: „Metall wird immer gebraucht“ | Der gelernte Kunstschmied Norbert Kränzler betreibt eine eigene Werkstatt und erledigt auch heute noch Schmiedearbeiten für ein Freilichtmuseum.                            |
| Anerkennung Menschen & Momente    | Karina Heßland-Wissel  | Ostramondra       | freie Journalistin             | Hähnekrähen                                          | „Hähnekrähen“ des Heimatvereins Straußfurt. Der Hahn, der in einer bestimmten Zeit am meisten kräht, gewinnt.                                                               |
| Anerkennung Menschen & Momente    | Kai Oliver Pfaffenbach | Hanau             | Reuters                        | Waschen, Schneiden, Testen                           | In der Frankfurter B-Ebene der Hauptwache hat ein Friseur seinen Laden halbiert, und bietet neben „Waschen, Schneiden, Legen“ auch den obligatorischen Covid-Test an.       |
| Anerkennung Sport & Freizeit      | Nadine Weigel          | Rauschenberg      | Oberhessische Presse           | Platsch!                                             | Ein Teilnehmer der Hessischen Wakeboard-Meisterschaften landete unsanft. |
| Anerkennung Sport & Freizeit      | Arne Dedert            | Frankfurt am Main | dpa                            | Helden-Verehrung                                     | Fußball Europa League. Frankfurts Kapitän Sebastian Rode wird nach dem Sieg über West Ham United und dem Einzug in das Finale der UEFA Europa League von den Fans gefeiert. |
| Anerkennung Umwelt & Natur        | Christoph Keil         | Nordhausen        | Freier Journalist              | Ein Platz im Himmel                                  | Eine kleine Kirche guckt zwischen Wolken im Harz im Sonnenuntergang hervor.                                                                                                 |
| Anerkennung Umwelt & Natur        | Frank Rumpenhorst      | Frankfurt am Main | Freier Bildjournalist          | Vater Rhein vertrocknet                              | Ein mit Muscheln und Algen bedecktes Kinderfahrrad im weitgehend ausgetrockneten Flussbett des Rheins zwischen Bingen und Rüdesheim.                                        |
| Anerkennung Technik & Verkehr     | Sebastian Gollnow      | Frankfurt am Main | dpa                            | Pfingstwochenende mit dem Neun-Euro-Ticket           | Fahrgäste stehen am Frankfurter Hauptbahnhof dicht gedrängt in einer Regionalbahn.                                                                                          |
| Anerkennung Technik & Verkehr     | Frank Rumpenhorst      | Frankfurt am Main | Freier Bildjournalist          | Am Ende des Tunnels                                  | Vorläufigen Ende der Tunnelröhre für die Verlängerung der U-Bahn-Linie 5 in Frankfurt. Bis Ende 2025 soll der Streckenabschnitt ins Frankfurter Europaviertel fertig sein.  |
| Anerkennung Kultur & Gesellschaft | Uwe Zucchi             | Kassel            | Freier Bildjournalist          | Kollektiver Niedergang                               | Das heftig kritisierte Großbanner „People's justice“ des indonesischen Künstlerkollektivs Taring Padi auf der documenta in Kassel wurde erst verhüllt und dann abgebaut.    |
| Anerkennung Kultur & Gesellschaft | Thorsten Richter       | Marburg           | Oberhessische Presse           | Documenta Fifteen                                    | Documenta Fifteen in Kassel. Besucher gehen unter einem Banner über dem Komposthaufen in der Karlsaue vom Kollektiv La Intermundial Holobiente hindurch.                    |